# Parotomys brantsii
Espèce
Synonymes
- Parotomys brantsi deserti[1],[2] Roberts, 1933[3]
- Otomys brantsii luteolus[1] Thomas & Schwann, 1904[4]
- Euryotis rufifrons[1] Wagner, 1843[5]
- Otomys rufifrons[1] Rüppell, 1842[6]
- Euryotis pallida[1] Wagner, 1841[7]

Statut de conservation UICN

 LC (30/06/2008) : Préoccupation mineure
Le rat siffleur de Brants (Parotomys brantsii), dont le nom vernaculaire provient de son cri d'alarme, est l'une des deux espèces de rongeurs de la famille des Muridés du genre Parotomys. Il est présent au Botswana, en Namibie et en Afrique du Sud où il occupe des habitats arides présentant un sol dur et sablonneux.
Il présente la particularité de creuser des terriers d'extension importante constitués d'un réseau complexe de galeries et comportant de nombreuses entrées au voisinage desquelles il passe la majeure partie du début et de la fin de journée.

## Taxinomie

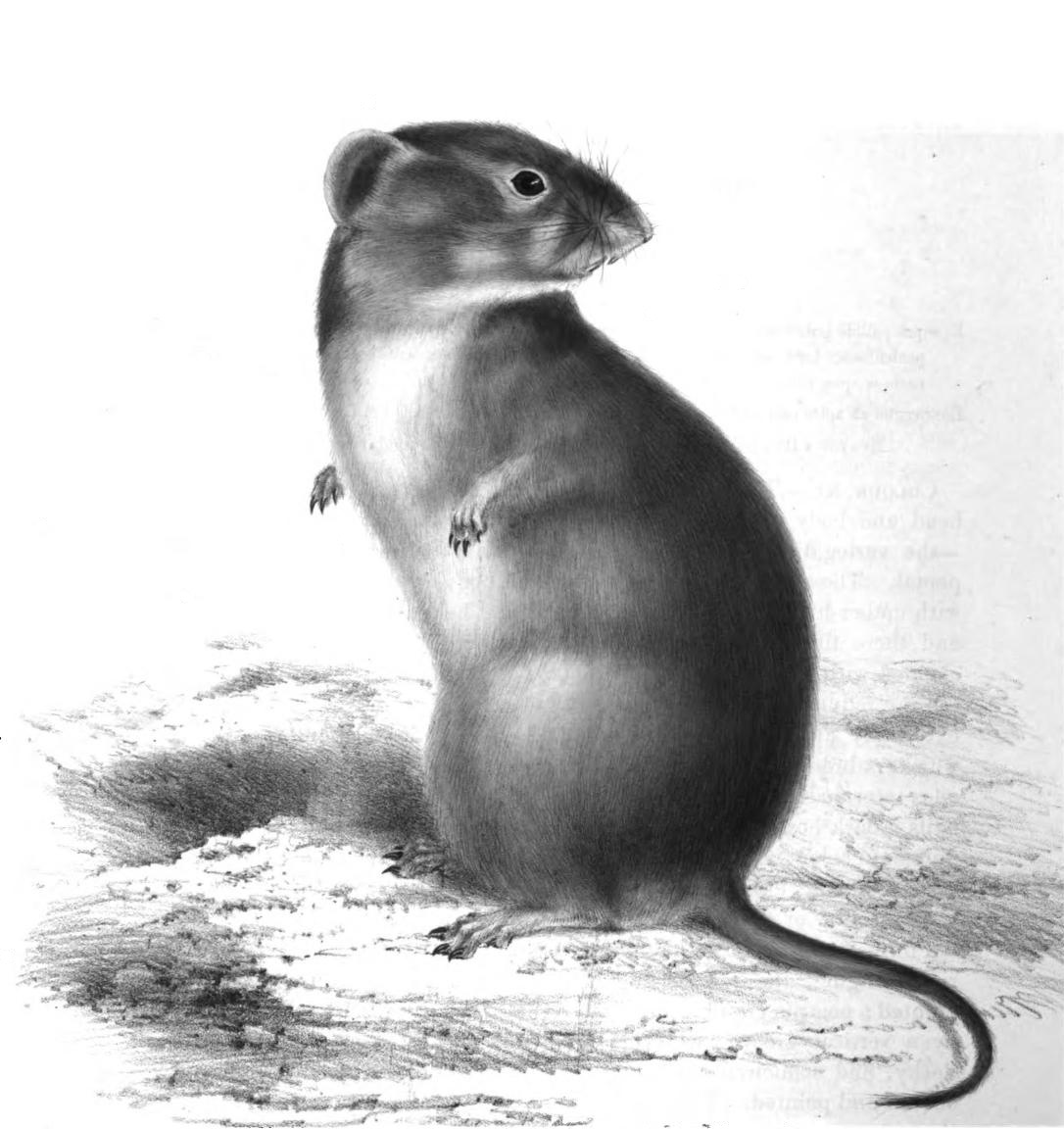
Parotomys brantsii (Euryotis brantsii) d'après A. Smith (1849)

Le rat siffleur de Brants, dont le nom vernaculaire provient de son cri d'alarme, a été décrit par le zoologiste écossais Andrew Smith en 1834 sous le nom Euryotis brantsii sur la base d'un animal provenant de Vlakte Muis, province du Cap du Nord en Afrique du Sud. Il a été nommé en l'honneur du naturaliste néerlandais Anton Brants, qui a inventé le genre Euryotis (synonyme du genre Otomys).
Il est à noter que Parotomys brantsii a en fait été décrit pour la première fois par le naturaliste suédois Carl Peter Thunberg en 1811 sous le nom binominal Arctomys vigil,. Cependant, une proposition de conservation du nom Euryotis brantsii et de non application de la préséance du nom Arctomys vigil au motif de son non-usage dans la littérature a été adressée à la Commission internationale de nomenclature zoologique qui a tranché dans ce sens.
Le nom binominal du rat siffleur de Brants est Parotomys brantsii (A. Smith, 1834),.

### Sous-espèces
Certains auteurs, considèrent qu'il existe trois sous-espèces de rat siffleur de Brants.
- Parotomys brantsii brantsii (A. Smith, 1834)[1], l'espèce type de Parotomys brantsii décrite par Andrew Smith sous le nom Euryotis brantsii[10]. 
– Distribution[1] : Province du Cap occidental et du Cap du Nord jusqu'en Namibie. 
– Synonyme[1] :
  - Euryotis pallida Wagner, 1841[7].
- Parotomys brantsii rufifrons (Wagner, 1843)[1] décrit par Johann Andreas Wagner sous le nom Euryotis rufifrons[5]. 
– Distribution[1] : Province du Cap oriental, partie est de la province du Cap occidental et du Cap du Nord. 
– Synonymes[1] :
  - Otomys rufifrons Rüppell, 1842[6],[Note 2].
  - Otomys brantsii luteolus Thomas & Schwann, 1904[4].
- Parotomys brantsii deserti Roberts, 1933[3],[1]. 
– Distribution[1] : Province du Cap du Nord et sud-ouest de la Namibie.

## Description

### Morphologie

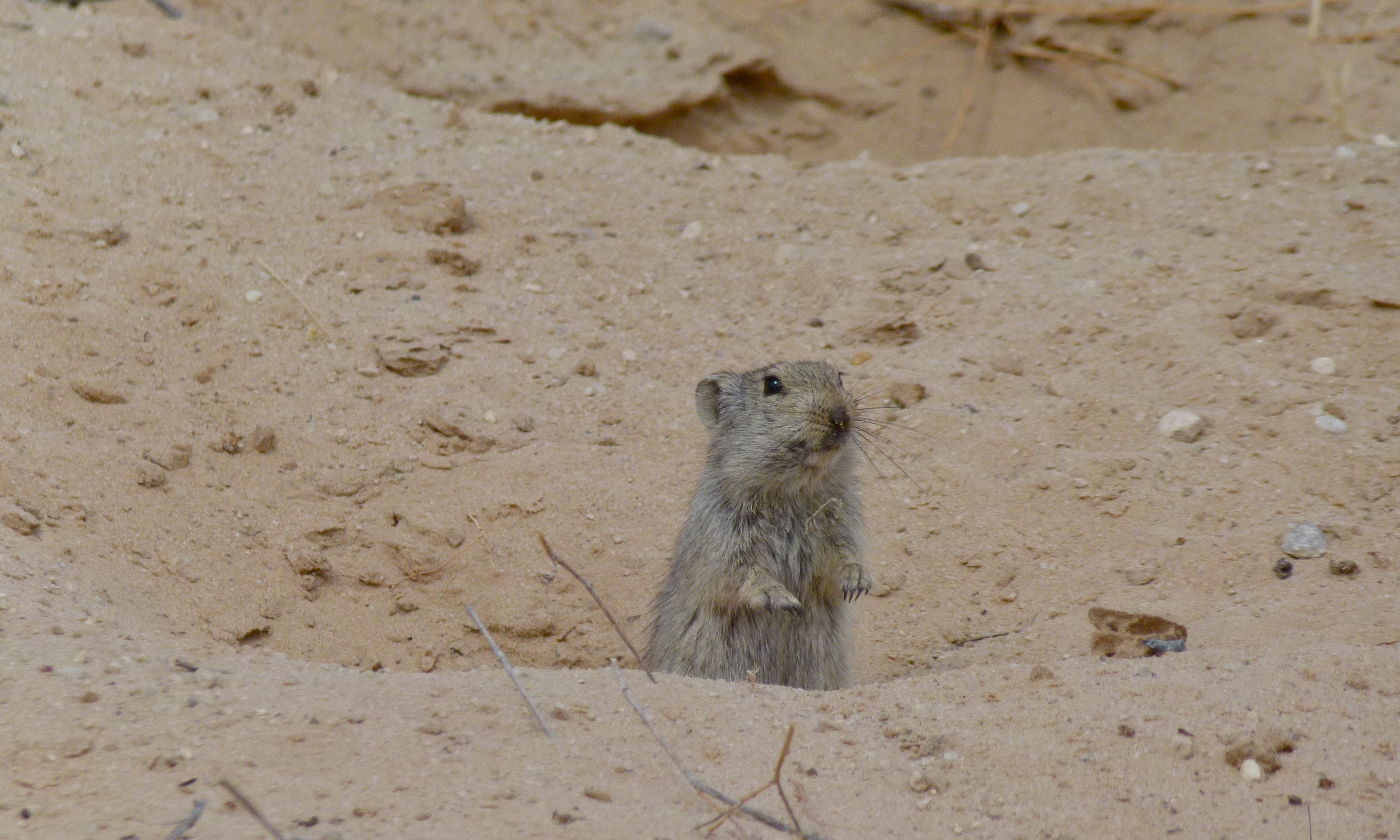
Parotomys brantsii

Le rat siffleur de Brants est un rongeur de couleur grisâtre d'une longueur d'environ 20 cm sans la queue avec une queue d'environ 9 cm. Son poids moyen est de l'ordre de 140 g.
Les poils du corps sont de longueur moyenne et plutôt rigides. Sur la tête et les côtés du cou ils sont courts et très rigides. Le museau, le front, le dessus de la tête, la nuque et le dos sont blanchâtres ou gris fauve avec des parties plus fortement tintées de fauve. Sur l'ensemble de l'animal, le pelage est crayonné de noir. Cet effet est dû d'une part à la pointe des poils qui est teintée de noir mais également à la présence éparse de poils noirs plus longs que le revêtement général. Les côtés de la tête, le cou et le dessous du corps sont blanc mat, les surfaces extérieures des pattes sont blanches teintées de fauve. La base des poils du corps est bleu noirâtre. Les oreilles sont larges et arrondies, charnues avec la surface interne finement couverte de petits poils fauves et la surface externe présentant de long poils blanchâtres à la base et de petits poils noirs et fauves vers le bord. La queue est plutôt courte, couverte de petits poils rigides de densité moyenne de couleur marron sur le dessus et fauve sur les côtés et le dessous.
Le crâne, d'une longueur d'environ 40 mm est robuste et ovoïde. Les arcades zygomatiques sont robustes et plates et les orbites assez grands avec un diamètre maximal d'environ 10 mm. Les os du nez sont rectilignes. Les incisives sont jaunes et opisthodontes (recourbées vers l'intérieur), les supérieures présentent sur la face avant une rainure longitudinale profonde près du bord extérieur et sur la face intérieure une autre rainure peu profonde, les inférieures en sont exemptes. Les molaires M1 et M3 de la denture de Parotomys brantsii sont de même taille alors que M2 est plus petite. Les molaires supérieures comportent trois arêtes transversales pour M1, deux pour M2 et quatre pour M3 (trois complètes et un pilier postérieur) alors que les molaires inférieures comportent quatre arêtes transversales pour M1, et deux pour M2 et M3,,.
Les membres sont courts avec quatre longs doigts munis de longues griffes sur les pattes antérieures (le pouce est réduit et à peine visible) et de grandes pattes postérieures à cinq doigts munis de longues griffes fines. Les griffes sont presque noires. Les moustaches sont longues et noirâtres.
Les femelles possèdent deux paires de mamelles inguinales.

### Dimorphisme sexuel
Les femelles sont plutôt plus petites que les mâles. Les parties supérieures sont fortement teintées d'un fauve pâle légèrement crayonné de noir, les côtés sont légèrement rougeâtres, les parties inférieures et les extrémités sont blanc mat.

### Dimorphisme géographique
Les individus d'Afrique du Sud sont plus grands et plus gros que ceux de Namibie. Ce dimorphisme pourrait être dû à l’existence de sous-espèces chez Parotomys brantsii,.

### Physiologie
Compte tenu de l'aridité de son habitat, le rat siffleur de Brants ne présente étonnamment aucune adaptation physiologique spécifique pour limiter les pertes d'eau. Contrairement à de nombreux rongeurs du milieu désertique, son taux métabolique au repos, de l'ordre de 1,15 ml O2 g-1 h-1, n'est pas réduit. Il présente une hyperthermie à 37 °C, ce qui en fait l'un des Otomyinae d'Afrique australe les plus résistants aux températures élevées. Sa température d'hypothermie est relativement faible avec une valeur de 23 °C et sa zone thermale neutre (23-27 °C) est étendue.

## Espèce similaire
L'autre espèce du genre Parotomys, Parotomys littledalei, est très similaire à Parotomys brantsii et les deux espèces occupent le même habitat avec des aires de distribution qui se chevauchent très largement. Parotomys littledalei présente cependant un poids moyen plus faible, des oreilles et un museau plus pointus, des incisives supérieures dénuées de rayures et un cri d'alarme plus court et moins aigu.

## Habitat et répartition

### Habitat
Parotomys brantsii occupe des habitats arides où la pluviométrie annuelle n’excède pas 300 mm, constitués de sols durs et sableux où il peut creuser. Il est présent dans les écorégions du karoo succulent et du karoo nama ainsi que dans la savane xérique du Kalahari, et plus marginalement dans le Fynbos. Une étude menée dans le parc transfrontalier de Kgalagadi a montré que la répartition du rat siffleur de Brants est corrélée à la présence de l'arbuste Rhigozum trichotomum sur les pentes des dunes ou les berges des rivières asséchées.

### Répartition
- Aire de répartition de Parotomys brantsii

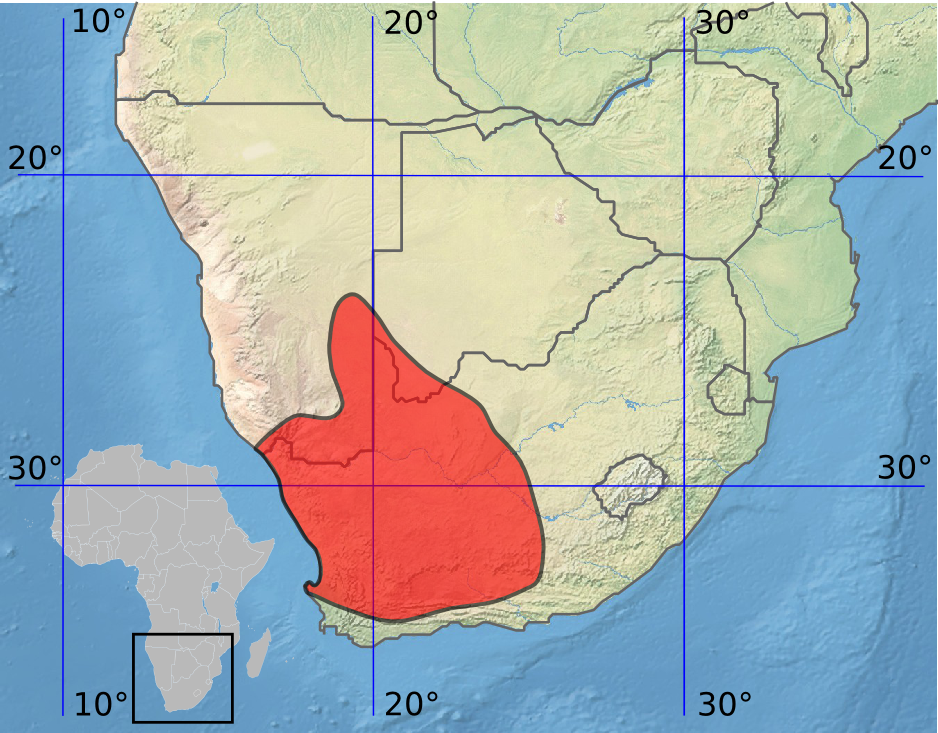
Aire de répartition de Parotomys brantsii

La répartition géographique de Parotomys brantsii inclut la partie ouest de l'Afrique du Sud avec notamment les provinces du cap du Nord et du cap occidental, le sud-est de la Namibie et le sud-ouest du Botswana,,. Dans son aire naturelle de distribution, il est présent dans des espaces naturels protégés et parc nationaux comme la réserve naturelle de Geogap, ou le parc transfrontalier de Kgalagadi.

## Comportement

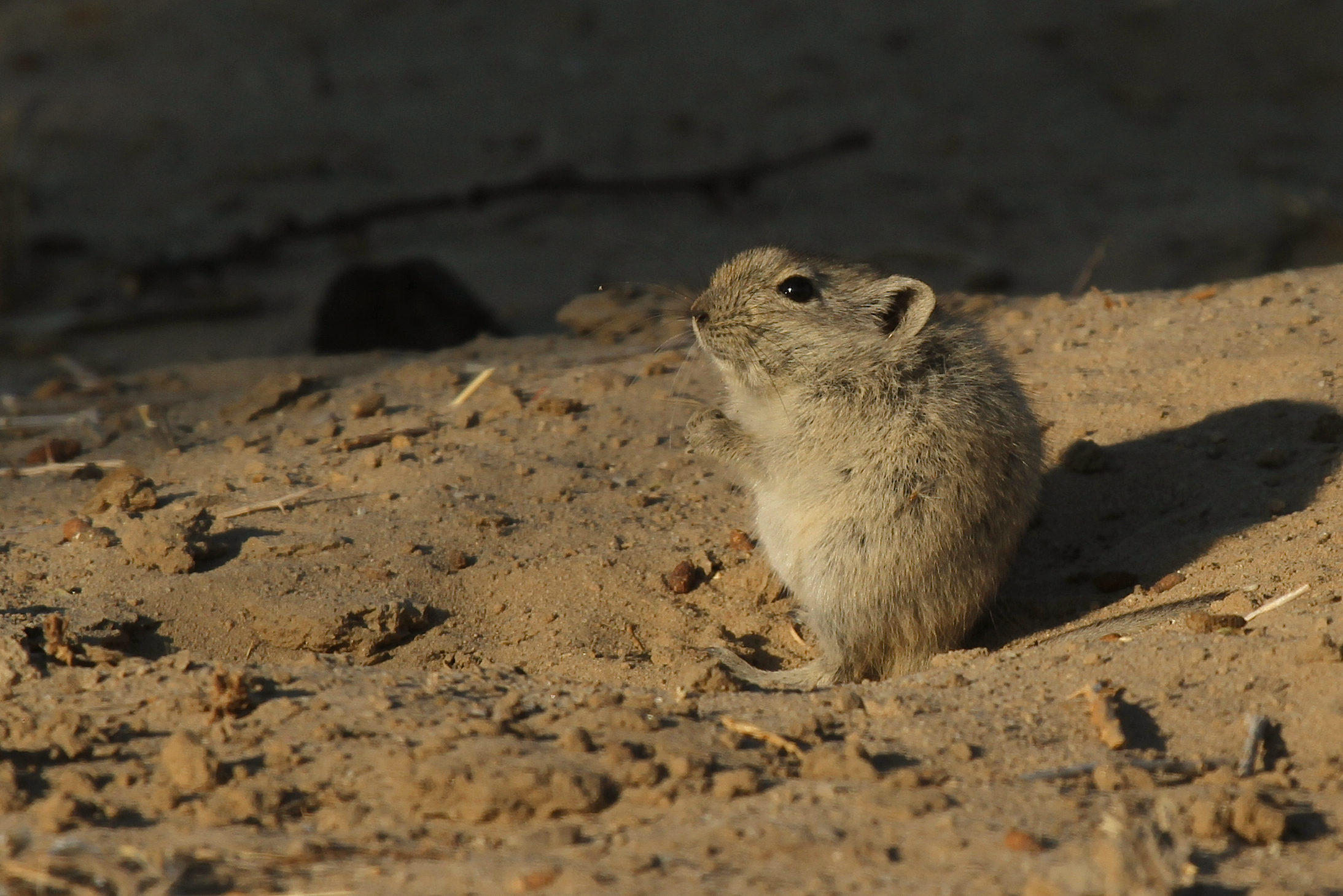

Le rat siffleur de Brants est un animal essentiellement diurne et crépusculaire, principalement terrestre et occasionnellement grimpeur. Il consacre les débuts de matinée et les fins d'après-midi à la recherche de nourriture et à son alimentation. Son activité nocturne est limitée à ses galeries mais il peut également rechercher de la nourriture à l'extérieur les nuits de pleine lune,. Il passe la majeure partie de la journée à l'extérieur sauf aux heures les plus chaudes en été.
Parotomys brantsii construit, dans des milieux ouverts et sous des buissons, des terriers complexes de grande extension (70 m2) qui comportent plusieurs chambres de nidification tapissées de végétaux déchiquetés reliées par des galeries qui peuvent présenter des culs-de-sac. La technique de creusement utilisée par le rat siffleur de Brants consiste à gratter deux fois simultanément avec les deux pattes antérieures en passant la terre sous son ventre, puis deux fois simultanément avec les pattes postérieures pour faire passer la terre derrière lui. Les galeries ont un diamètre de 8 cm environ et les chambres de nidification un diamètre de l'ordre de 25 cm. De nombreuses galeries bifurquent avant leur sortie, multipliant le nombre d'entrées et les possibilités de refuge rapide dans le terrier, fonctionnalité particulièrement utile pour un rongeur diurne vivant dans un habitat ouvert. Un terrier peut ainsi comporter de l'ordre de 50 à 100 entrées,. La profondeur des galeries de l'ordre de 40 cm et la ventilation naturelle du réseau de galeries permet au rat siffleur d'échapper aux fortes températures avec une température maximale dans le terrier indépendante de la température maximale extérieure à l'ombre. La bonne isolation thermique du terrier du rat siffleur de Brants lui permet également de se protéger des températures les plus froides (la température peut descendre la nuit à 1 °C dans son habitat de la réserve naturelle de Geogap).
Le changement régulier de chambre de nidification, tous les un à deux jours en moyenne, permet au rat siffleur de Brants de limiter son infestation par les ectoparasites comme les puces.
Les sifflements d'alarme utilisés pour signaler les prédateurs ont une fréquence de 10 kHz et une durée moyenne de 164 ms et sont accompagnés d'un rapide battement de la queue sur le sol. La durée de l'alarme varie en fonction du type d'attaque potentielle et de son niveau de danger : court pour une attaque rapide comme celle des prédateurs aériens, plus longue pour les prédateurs plus lents comme les serpents.

### Comportement social
Le rat siffleur de Brants peut être considéré comme un animal grégaire au sens ou les terriers sont localisés à proximité les uns des autres (à une distance généralement inférieure à 25 m) de sorte que les interactions entre individus peuvent être fréquentes. C'est en fait un animal plutôt solitaire qui occupe seul son terrier en dehors des périodes de reproduction et d'élevage des jeunes,. Lorsque la densité de population est élevée, plusieurs individus peuvent occuper le même terrier mais celui-ci est alors séparé en territoires bien distincts. Le système de reproduction de Parotomys brantsii est polygynique (un mâle s'accouple avec plusieurs femelles alors qu'une femelle ne s'accouple qu'avec un seul mâle) et les mâles recherchent une partenaire dans les terriers proches du leur. Les agressions entre mâles sont réduites alors que les comportements agressif des femelles envers les mâles intrusifs sont plus courants. Le comportement des femelles est modifié après la naissance de leurs petits et elles passent de longues périodes dans le terrier après la mise-bas. La distance de dispersion des jeunes par rapport à leur terrier natal est de l'ordre de 40 m et le rat siffleur de Brants peut être considéré comme philopatrique.

### Reproduction
La reproduction de Parotomys brantsi est opportuniste et dépend de la pluviométrie. Ainsi, la saison de reproduction a lieu en été dans les zones où la saison des pluies est estivale et en hiver ou au printemps dans les zones de pluies hivernales comme dans le Namaqualand. Si les femelles chassent les mâles lorsqu'elles ne sont pas réceptives, elles acceptent leur présence dans leur période pré-œstrus. Au début de l’œstrus, la femelle prend une posture de lordose (comme chez tous les mammifères non primates) avec des tremblements du corps. Les partenaires peuvent s'accoupler plusieurs fois. Le mâle peut rester plusieurs heures au contact de la femelle, vraisemblablement pour empêcher d'autres mâles de s'accoupler avec. La gestation est de 38 jours. La femelle donne naissance à une portée de trois à quatre petits qui sortent du terrier à partir du 7e jour, sont sevrés vers 14 jours et quittent leur mère vers 6 à 7 semaines lorsqu'ils ont atteint un poids moitié de celui des adultes. La femelle a un œstrus post-partum et peut avoir jusqu'à quatre portées au cours de la période de reproduction annuelle et son espérance de vie est de 1 à 2 ans. La maturité sexuelle est atteinte à 35 jours pour les mâles. Dans certaines régions, une mortalité excessive des jeunes mâles conduisant à leur quasi-disparition peut être observée. L'espérance de vie des mâles, plus courte que celle des femelles, est de 1 an.

### Alimentation
Le rat siffleur de Brants est exclusivement herbivore et se nourrit d'une grande variété de plantes comme des arbustes ligneux, des plantes géophytes, des plantes annuelles, des herbacées, diverses plantes succulentes et même des bulbes,,. Il ne consomme ni graines ni matières végétales sèches, la teneur en eau de sa nourriture étant probablement d'une plus grande importance à sa survie que pour d'autres rongeurs des milieux arides. La recherche de nourriture est localisée à proximité des entrées du vaste réseau de galeries du terrier. Les petites plantes sont principalement consommées sur le lieu de capture mais les plus grandes peuvent être transportées à proximité des entrées du terrier ou stockées au voisinage des chambres de nidification pour les plus fraîches, qui, collectées en fin de journée seront vraisemblablement consommées pendant la nuit,. Il n'est pas rare que Parotomys brantsii visite les terriers voisins et y consomme in situ la nourriture qu'il y trouve.

### Interaction avec son environnement
Lorsque la densité de population est faible, la présence du rat siffleur de Brants est propice à la croissance des plantes notamment grâce au pH plus élevé et une activité microbienne accrue autour des terriers. A contrario, une densité de population élevée peut sévèrement perturber l'écosystème végétal avec pour conséquence une réduction importante de l'abondance et de la biodiversité des plantes alentour.
Les terriers de Parotomys brantsii peuvent abriter un certain nombre d'espèces comme le saurien Trachylepis striata ou les scorpions Opistophthalmus pictus, Opistophthalmus wahlbergii, Opistophthalmus carinatus et Parabuthus granulatus ainsi que des coléoptères du genre Anthia. Il est également possible d'y rencontrer le serpent des sables du Karoo (psammophis notostictus) et certains oiseaux nidifiant sur le sol, comme le traquet du Cap (Oenanthe pileata), peuvent utiliser les entrées à cette fin. D'autres rongeurs comme rhabdomys pumilio utilisent les terriers pour se déplacer.

## Prédateurs et parasites

### Prédateurs naturels

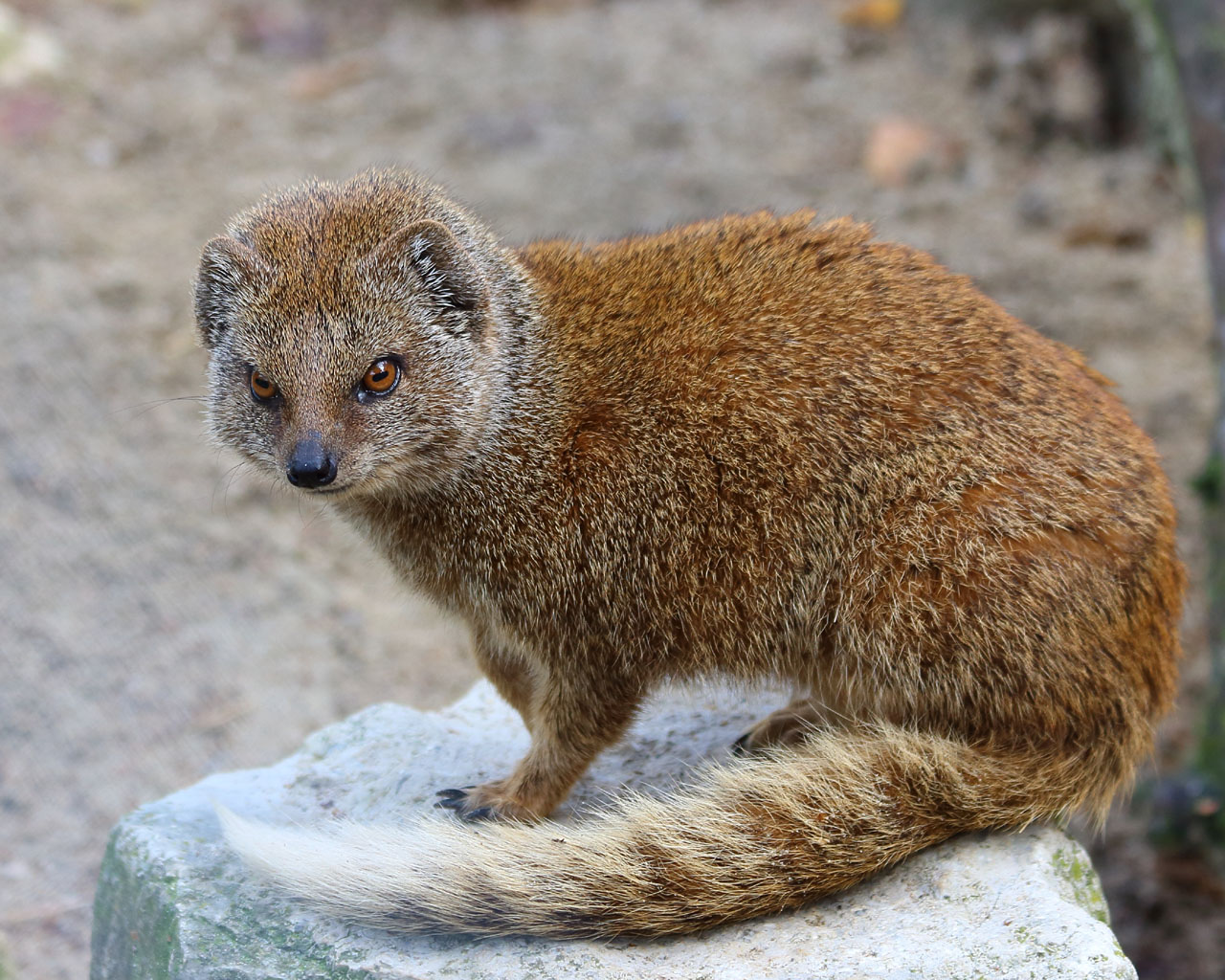
Mangouste jaune

Parmi les rapaces prédateurs du rat siffleur de Brants, on notera pendant la journée l'autour chanteur (Melierax canorus), la buse rounoir (Buteo rufofuscus), le faucon lanier (Falco biarmicus) et l'aigle botté (Hieraaetus pennatus) et au crépuscule la chouette effraie (Tyto alba) ainsi que le grand-duc africain (Bubo africanus). Le héron mélanocéphale (Ardea melanocephala) peut également s'attaquer à Parotomys brantsii.
Parmi les serpents, qui chassent Porotomys brantsii jusque dans son terrier, on peut citer la vipère heurtante (Bitis arietans), le cobra cracheur à cou noir (Naja nigricollis), le serpent taupe (Pseudaspis cana) et le cobra du Cap (Naja nivea).
Parmi les mammifères prédateurs du rat siffleur de Brants on compte la mangouste jaune (Cynictis penicillata), le ratel (Mellivora capensis) et le chacal à chabraque (Canis mesomelas) qui peuvent le déterrer, et le chat sauvage d'Afrique subsaharienne (Felis silvestris cafra), auxquels s'ajoute le caracal (Caracal caracal).

### Parasites et maladies
Comme nombre de rongeurs, Parotomys brantsii peut être infesté par des tiques et par des puces comme Xenopsylla eridos, Epirimia aganippes et Chiastopsylla numae.
Le rat siffleur de Brants est un vecteur potentiel de la peste.